# Герб Докучаевска
Герб Докучаевска — официальный символ города Докучаевск Донецкой области.
Авторы герба Олег Киричок и Владимир Мартыненко. Их герб победил в конкурсе, который проводила комиссия под руководством Докучаевского городского головы Л. Самборского. 26 декабря 2000 года герб был официально принят решением Докучаевского городского совета.
Щит — французский. Его разделяет косой крест. Крест узкий, зелёного цвета и символизирует лесозащитные полосы, придуманные В.В. Докучаевым, в честь которого назван город. Три верхние четверти герба золотого цвета, нижняя четверть чёрного цвета. Крест в нижней четверти окантован золотом.
В нижней четверти золотым цветов изображён ковш экскаватора. Ковш и чёрный цвет поля в котором он располагается символизируют Докучаевские карьеры, где добываются известь и доломит.
В центре герба расположен красный щиток, на котором изображено дерево с зелёной кроной и коричневым стволом. Это дерево символизирует природоохранную работу в городе.
Щит увенчан городской короной серебряного цвета. Справа щит обрамляют стилизованные ветви клёна. Слева щит обрамляют стилизованные ветви каштана. Ветви увиты красной лентой. В нижней части ленты буквами золотого цвета написано название города — «ДОКУЧАЕВСК».

## Публикации
- «Зелень листвы и золото ковша», Светлана Платоненко, «Жизнь-Неделя», 12.02.2004, № 22
- Герб города Докучаевск. Архивировано 3 декабря 2012 года.